# 罰一
罰一 (天蝎座18) 是一顆距離地球45.3光年（13.9秒差距） 的孤獨恆星，他的位置在天蝎座北方的邊界處。他的視星等是5.5I，它有足夠的亮度可以在城市以外的地區以肉眼直接看見。
罰一有許多物理上的屬性與太陽相似。Cayrel de Strobel (1996) 在她審視恆星時將它列入類似太陽的恆星，並且Porto de Mello和da Silva (1997) 確定它為孿生太陽。因此，有些科學家相信在其附近有生命存在的前景看好。然而，迄今尚未發現這顆恆星有行星環繞著。

## 特徵
罰一是一顆主序星，光譜和光度分類為G2Va，光度分類為V指出它在核心地區經由氫的核融合產生能量。Sousa et al. (2008) 發現它的金屬量大約是太陽的1.1倍，這意味著除了氫或氦之外的元素豐度比太陽多了10% 。它的半徑，由Bazot et al. (2011) 使用干涉儀測量，是太陽半徑的101%。結合星震學測量的結果，估計這顆恆星的質量是太陽質量的102 %。測量這顆恆星表面的有效溫度是5,433K，因此他的輻射是太陽的106%。他的熱使這顆恆星事發出黃色色調的白炙G型恆星。
依據Lockwood (2002)，它瞬時光度的行為非常像太陽。在其整個活動週期，其亮度的變化只有0.09%，與目前太陽週期的光度變化大約相同。使用塞曼-都卜勒成像技術，Petit et al. (2008)已經測量到它表面的磁場，顯示其強度和幾何非常類似於太陽的磁場。估計它的活動周期大約是7年，這遠短於太陽，但是它整體的色球活動水準明顯的比太陽高。太陽相似，它有高溫的冕，溫度範圍在150-200萬K；X射線的發光度是8 ± 1.5 ergs s–1。
雖然罰一整體的金屬量只比太陽太陽略高一些，但它的鋰豐度大約是3倍；由於這個原因，Meléndez和Ramírez (2007)建議罰一可以稱為準太陽孿生，以與類太陽恆星有所區隔 (像是HIP56948)，它的所有參數，在誤差範圍之內，都與太陽完全吻合。
在2003年9月，罰一被來自亞利桑納土桑亞利桑那大學的太空生物學家瑪格麗特·特布林，基於它對適居恆星表清單的分析，選為最有希望培育生命的恆星。這是一顆孤獨的恆星，截至2005年，經由徑向速度的測量，尚未發現有行星環繞著它的跡象。這顆恆星也沒有過量的紅外線輻射，不足以建議它有鬆散的星周物質，像是岩屑盤的存在。

## 外部連結
- Kaler, James B., , Stars (University of Illinois),   [2012-03-06], （原始内容存档于2021-04-15）
- NASA article on 18 Scorpii（页面存档备份，存于）
- 18 Scorpii entry in the stellar database （页面存档备份，存于）
- Astronomers Measure Sun-Like Brightness Changes of the Solar Twin, 18 Scorpii